# Agustín Viesca y Montes
Agustín Viesca y Montes (Villa de Santa María de las Parras, Coahuila, 5 de mayo de 1790-ibídem, 26 de noviembre de 1845) fue un abogado y político mexicano de ideología federalista.

## Semblanza biográfica
Siendo alcalde de Villa de Santa María de las Parras se adhirió, junto con los otros miembros del Ayuntamiento, al Plan de Iguala el 5 de julio de 1821. De 1825 a 1826 fue senador del Primer Congreso Constitucional durante el período presidencial de Guadalupe Victoria. Fue uno de los fundadores del rito yorkino y líder de una de sus logias. Fue miembro de la Legislatura del estado de Coahuila y Texas, durante su gestión promovió la ley que desvinculó las propiedades de cofradías y obras pías para beneficio de los municipios el 27 de abril de 1833.
Fue secretario de Relaciones Interiores y Exteriores, asumió el cargo 3 de noviembre de 1829 durante los últimos días de la presidencia de Vicente Guerrero y la presidencia interina de José María Bocanegra. En 1835 fue gobernador constitucional del estado de Coahuila y Texas, fue forzado a renunciar a su cargo por su oposción al  régimen centralista de Antonio López de Santa Anna. Fue perseguido y aprehendido el 5 de junio de 1835 en Gigedo (hoy Villa Unión). El 29 de octubre del mismo año logró escaparse de su prisión y se refugió en Texas, cuando, precisamente, se libraba su guerra de independencia. Felipe Austin le propuso ser presidente de la nueva nación, no obstante, fiel a sus convicciones, se negó de manera rotunda:

"Ni las persecuciones de Santa Anna, ni la misma muerte, ni la deshonra con que mis enemigos quieren manchar mi nombre, me harán desgarrar el glorioso pabellón de mi patria".

Murió en su ciudad natal el 26 de noviembre de 1845. Su nombre está inscrito en letras de oro en la Cámara de Diputados de Coahuila. Fue hermano de José María Viesca y Montes y tío de Andrés S. Viesca Bagües.